# Distrito de Pazos
El Distrito peruano de Pazos es uno de los 20 distritos que conforman la Provincia de Tayacaja, ubicada en el Departamento de Huancavelica, Perú.

## Historia
El distrito de Pazos fue creado el 31 de enero de 1951, mediante ley N° 11585, en el gobierno del Presidente Manuel Odría.

## Autoridades

### Municipales
- 2023 - 2026[2]
  - Alcalde: Rolando M. Romero Campos "Tio Quishuar", del Movimiento Regional Ayni.
  - Regidores:

  1. Elva Huanasca Jacobi
  2. Lucio Sullca Ortiz
  3. Jhuselinda Raymundo Chahuaya
  4. Sebastian Cahvez Hualpa
  5. Roly Quilca Sullca